# Atcham
Atcham är en ort och civil parish  i Storbritannien.   Den ligger i grevskapet Shropshire i riksdelen England, i den södra delen av landet, 220 km nordväst om huvudstaden London. Atcham ligger 49 meter över havet och antalet invånare är 249.
Terrängen runt Atcham är huvudsakligen platt, men österut är den kuperad. Atcham ligger nere i en dal.Runt Atcham är det ganska tätbefolkat, med 160 invånare per kvadratkilometer. Närmaste större samhälle är Shrewsbury, 5,9 km nordväst om Atcham. Trakten runt Atcham består till största delen av jordbruksmark.